# LG 르누아르
LG 르누아르(LG Renoir, LG KC910)는 LG전자가 2008년 10월에 출시한 휴대 전화이다.

## 같이 보기
- 노키아 5800 익스프레스뮤직
- LG 쿠키
- LG 아레나